# Djene Djento
Alain Djene Djento, dit Djene Djento, né en 1963 à Douala au Cameroun et mort le 14 décembre 2022 à Dschang (Cameroun), est un auteur-compositeur-interprète camerounais.

## Biographie
Djene Djento est né à Douala au quartier Ngodi en 1963. Il commence sa carrière à la fin des années 1970 au sein du groupe de Salle John dénommé Les Johnco qu'il forme avec Bobo le pianiste et Manulo Nguime. Au début des années 1980, il forme avec Manulo Nguime, Ngoloko Zachée et Patrick Djeky le group N’Kumbe. 
En 1983, il sort son premier album Débroussailler.
Il décède le 14 décembre 2022 à l'hôpital de Loum à la suite d'un malaise.

## Discographie

### Albums
- 1983 : Débroussailler
- 1985 : Ndjangui Moni
- 1987 : Ndola Bwanga
- 1989 : Ma Thérèse
- 1990 : Pompé
- 1998 : 8e Commandement
- 2008 : Mota Sawa
- 2018 : Vivre ensemble